# Episodi de Il fuggitivo
La prima e unica stagione della serie televisiva Il fuggitivo, composta da 22 episodi, è andata in onda negli Stati Uniti sul canale CBS dal 6 ottobre 2000 al 25 aprile 2001.
In Italia è stata trasmessa da Rete 4 dal 12 dicembre 2001 al 13 febbraio 2002.
| nº | Titolo originale         | Titolo italiano              | Prima TV USA     | Prima TV Italia  |
| -- | ------------------------ | ---------------------------- | ---------------- | ---------------- |
| 1  | Pilot                    | Fuga dal braccio della morte | 6 ottobre 2000   | 12 dicembre 2001 |
| 2  | The Hands of a Stranger  | Sulle tracce dell'assassino  | 13 ottobre 2000  | 12 dicembre 2001 |
| 3  | Guilt                    | Stranieri                    | 20 ottobre 2000  | 19 dicembre 2001 |
| 4  | Far From Home            | Caccia alla donna            | 27 ottobre 2000  | 19 dicembre 2001 |
| 5  | DrRichardKimble.com      | Fuga da se stessi            | 3 novembre 2000  | 26 dicembre 2001 |
| 6  | Miles to Go              | Prigioniero dei boschi       | 10 novembre 2000 | 26 dicembre 2001 |
| 7  | St. Christopher's Prayer | Trappola per un addio        | 17 novembre 2000 | 2 gennaio 2002   |
| 8  | Sanctuary                | Il sicario                   | 24 novembre 2000 | 2 gennaio 2002   |
| 9  | Liar's Poker             | Poker                        | 8 dicembre 2000  | 9 gennaio 2002   |
| 10 | Lagniappe                | L'omaggio                    | 5 gennaio 2001   | 9 gennaio 2002   |
| 11 | New Orleans Saint        | I santi Di New Orleans       | 12 gennaio 2001  | 16 gennaio 2002  |
| 12 | Safekeeping              | Per amore di Mallory         | 26 gennaio 2001  | 16 gennaio 2002  |
| 13 | And In that Darkness     | Fuori dall'oscurità          | 2 febbraio 2001  | 23 gennaio 2002  |
| 14 | Past Perfect             | La trappola                  | 9 febbraio 2001  | 23 gennaio 2002  |
| 15 | Jenny (1/2)              | L'albero del destino         | 16 febbraio 2001 | 30 gennaio 2002  |
| 16 | Strapped (2/2)           | Acqua alla gola              | 23 febbraio 2001 | 30 gennaio 2002  |
| 17 | Sea Change               | Lupo di mare                 | 30 marzo 2001    | 6 febbraio 2002  |
| 18 | Tucker's Gift            | Il segreto di Tucker         | 6 aprile 2001    | 6 febbraio 2002  |
| 19 | Flesh and Blood          | Stesso sangue                | 13 aprile 2001   | 6 febbraio 2002  |
| 20 | Smith 282                | Smith 282                    | 20 aprile 2001   | 13 febbraio 2002 |
| 21 | Götterdämmerung (1/2)    | Iniezione letale             | 25 aprile 2001   | 13 febbraio 2002 |
| 22 | Thanatos (2/2)           | Viaggio con l'assassino      | 25 aprile 2001   | 13 febbraio 2002 |